# ردة مدن (بهمنشير الشمالي)
ردة مدن (بالفارسية: رده مدن) هي منطقة سكنية تقع في إيران في قسم بهمنشير الشمالي الريفي. يقدر عدد سكانها بـ 1174 نسمة بحسب إحصاء 2016.